# Чемпион (собака)
Чемпио́н (англ. Champ; 11 ноября 2008 — 19 июня 2021) — немецкая овчарка, принадлежавшая семье 46-го президента США Джо Байдена. Чемпион был старшим из двух немецких овчарок, которыми владели Байдены в начале его президентства (их младшая немецкая овчарка была Мэйджором).

## Биография
Джо Байден пообещал своей жене, Джилл, что купит собаку после президентских выборов 2008 года, независимо от того, выиграют ли он с Бараком Обамой гонку или проиграют. Джилл даже расклеила различные фотографии собак на сиденьях предвыборного самолета Джо, чтобы он мог их увидеть. Джо Байден купил щенка у заводчика в Пенсильвании, и внучки будущего вице-президента назвали его Чемпионом. Имя Чемпиона напомнило Байдену о совете, который дал ему его отец, который сказал: «Чемпион, каждый раз, когда тебя сбивают с ног, вставай!». У Байдена есть близость к немецким овчаркам, поскольку он дрессировал их в прошлом.
Во время пребывания Джо Байдена на посту вице-президента (2009—2017 гг.) Чемпион жил в Обсерватории Номер Один. 24 января 2021 года, спустя четыре дня после инаугурации Байдена, Чемпион и Мэйджор переехали в Белый дом.
19 июня 2021 года Белый дом объявил, что Чемпион скончался в Уилмингтоне. «В наши самые радостные моменты и в наши самые тяжёлые дни он был с нами, чувствителен к каждому нашему невысказанному чувству и эмоции. Мы любим нашего милого, хорошего мальчика и всегда будем по нему скучать», — говорилось в заявлении. Согласно заявлению Белого дома, Чемпион «мирно скончался дома».